# Simeon Bavier
Simeon Bavier (Coira, 16 de septiembre de 1825 – Basilea, 27 de enero de 1896) fue un ingeniero civil, diplomático y político suizo. 
Se dedicó profesionalmente a la planificación y construcción de carreteras y líneas ferroviarias. En 1863 fue elegido diputado del Consejo Nacional, donde permaneció durante 15 años. Destacó como experto en materia ferroviaria y fue un firme defensor de la construcción de un túnel alpino bajo el puerto del Spluga, aunque finalmente no se llevó a cabo. En 1879 fue elegido Consejero Federal como representante del centro liberal (actual PLR) y fue el primero procedente del cantón de los Grisones. Dimitió en 1882 y a continuación ejerció como enviado de Suiza en Italia durante doce años.

## Biografía

### Familia, estudios y profesión
Bavier procedía de una influyente familia de banqueros y comerciantes de Coira, con gran presencia en el sector del transporte. Era el mayor de nueve hermanos. Su padre, Johann Baptista Bavier, era político en los ámbitos cantonal y nacional, y primo del Consejero Federal Wilhelm Matthias Naeff. Su madre, Katharina Roffler, natural de Fideris, era hija de Valentin Roffler, landamán (gobernador) de la Liga de las Diez Jurisdicciones. Entre 1841 y 1844 cursó los estudios de Ingeniería Civil en los Institutos Politécnicos de Karlsruhe y Stuttgart.
En 1844 regresó a Coira y se dedicó a la construcción de carreteras de montaña en la Surselva y el paso Bernina. En 1850 se casó con Barbara von Salis-Seewis (1829–1916), perteneciente a la dinastía noble de los Salis, con la que tuvo cinco hijos. En 1852 se instaló en Fideris y, a partir de entonces, se consagró a la planificación y construcción de líneas ferroviarias en Suiza y en el extranjero, como las líneas de Rapperswil a Coira y de Rorschach a Sargans. Sin embargo, sus proyectos en la Alta Engadina, Italia y Francia no llegaron a ejecutarse. La quiebra del banco familiar en 1866, relacionada con la construcción del ferrocarril, le ocasionó graves dificultades financieras.

### Política cantonal y federal

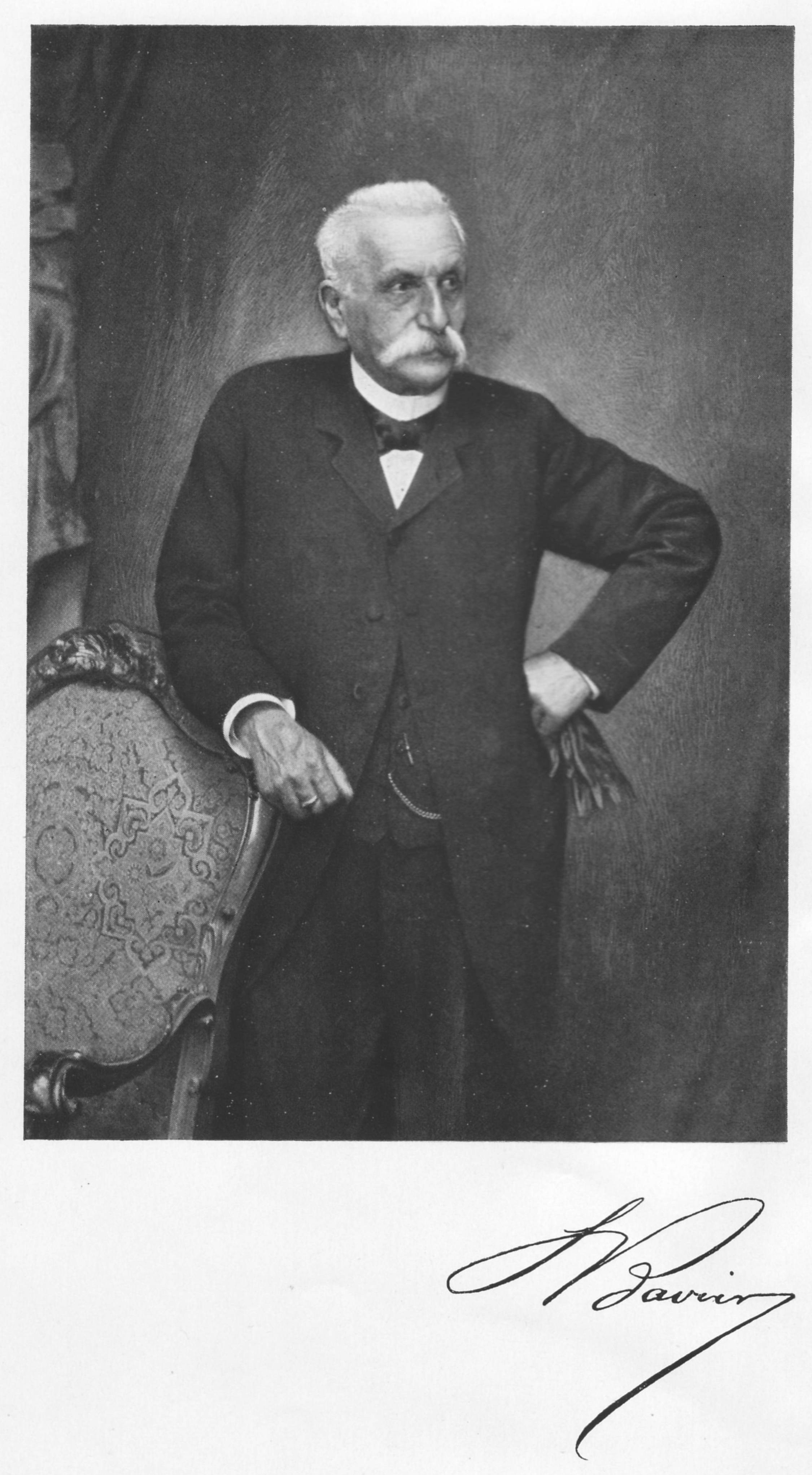
Retrato con autógrafo (ca. 1880)

En 1853 y 1854 fue landamán del distrito de Jenaz y representó a dicho distrito en el Gran Consejo del cantón de los Grisones. Se presentó como candidato radical por la circunscripción de los Grisones-Norte en las elecciones federales de 1863 y resultó elegido diputado del Consejo Nacional, en el que permaneció hasta 1878. Su eficaz mediación como comisario federal durante los disturbios del Tesino de 1876-77 aumentó aún más la estima de que gozaba, tras haber demostrado su capacidad como experto en materia ferroviaria. Representante de la corriente moderada de su partido, en ocasiones adoptaba una postura divergente o contraria a la de este en cuestiones relevantes. Por ejemplo, en 1864 se opuso al tratado comercial franco-suizo y diez años más tarde se mostró escéptico ante la revisión total de la Constitución Federal.
Su profesión y sus orígenes influyeron en su apuesta durante décadas en favor de la conexión ferroviaria transalpina a través de los Alpes orientales, inicialmente por el puerto de Lukmanier y más tarde por el del Spluga. En 1870 y 1871 presentó sus propios proyectos para esta última alternativa. Sin embargo, terminó por imponerse el proyecto de San Gotardo, que contaba con el patrocinio de Alfred Escher, el «rey de los ferrocarriles». Bavier reconoció su derrota en este asunto y puso sus conocimientos técnicos a disposición del Tribunal Federal como perito permanente. También actuó como mediador en litigios entre empresas ferroviarias. En 1878 se debatió la concesión de subvenciones para la línea de San Gotardo. Aunque en un primer momento se opuso, más tarde cambió de opinión y aceptó una solución de compromiso que también contemplaba la posibilidad de subvencionar proyectos ferroviarios en la parte oriental de Suiza.

#### Consejo Federal
Esta voluntad de acuerdo contribuyó de manera decisiva a su elección como Consejero Federal el 10 de diciembre de 1878. La Asamblea Federal le eligió sucesor de Joachim Heer en la primera votación con 108 de los 172 votos válidos; Louis de Weck-Reynold obtuvo 53 votos y el resto, 11. Bavier, el primer grisón en formar parte del gobierno federal, estuvo al frente del Departamento de Finanzas y Aduanas durante su primer año en el cargo, en 1879. Una de sus principales labores fue la emisión de bonos del Estado suizo por valor de 36 millones de francos.
En 1880 y 1881 dirigió el Departamento de Correos y Ferrocarriles, donde pudo aportar su experiencia profesional. En este período, trabajó para clarificar el sistema tarifario y reforzar la supervisión del gobierno federal sobre las 24 administraciones ferroviarias. En 1881 presidió el Congreso de Derecho Ferroviario Internacional, celebrado en Berna. En 1882 asumió la Presidencia de la Confederación y, como era costumbre en aquella época, también se hizo cargo del Departamento Político, por lo que ostentó también el cargo de Ministro de Asuntos Exteriores. En mayo de 1882 presidió la inauguración oficial del túnel ferroviario de San Gotardo, acto al que asistieron destacados políticos de Alemania, Italia y Suiza. Sin embargo, su año presidencial se vio ensombrecido por la grave enfermedad y muerte de su hijo Baptista Bavier-Rittmeyer (1855–1882). Su frágil estado de salud le llevó a anunciar su dimisión a finales de 1882.

### Diplomático

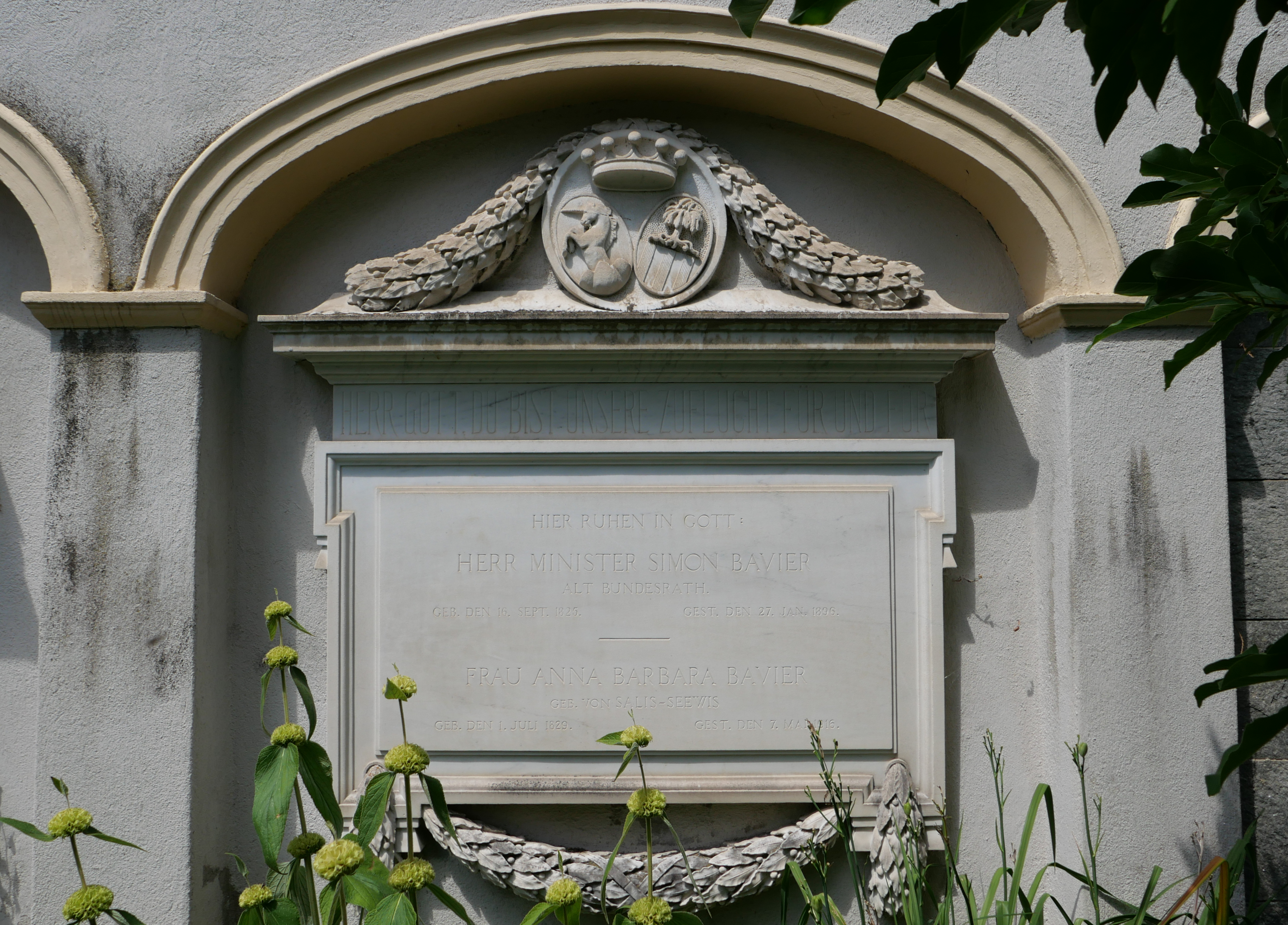
La tumba de Bavier y su esposa.

El 3 de noviembre de 1882 falleció Giovanni Battista Pioda, enviado de Suiza en Italia, y Bavier le sucedió por designación del Consejo Federal. Tomó posesión de su nuevo cargo el 5 de enero de 1883 e inmediatamente viajó a Roma para comenzar a negociar la firma de nuevos acuerdos comerciales. En 1894, tras permanecer doce años en el cargo, solicitó su cese alegando problemas de audición, pero no le fue concedido hasta el verano de 1895. Desde entonces vivió con su esposa en la vivienda familiar de Malans. Murió en Basilea en 1896, durante una estancia en la casa de una de sus hijas. Está enterrado en el cementerio de Daleu, en Coira.
Dos de sus yernos fueron el arquitecto Fritz Stehlin y el político y militar Theophil Sprecher von Bernegg.